# شبكة علم النفس الراديكالي
شبكة علم النفس الراديكالي (بالإنجليزية: Radical Psychology Network)‏ هي منظمة تهدف إلى تشجيع الإصلاح في مجال علم النفس. بدأت في تورنتو في عام 1993 عندما حضر حوالي 24 شخصًا نقاشًا في مؤتمر جمعية علم النفس الأمريكية بعنوان "هل ستولي علم النفس اهتماماً بنقاده الراديكاليين؟"
تضم الشبكة اليوم أكثر من 500 عضو في أكثر من ثلاثين دولة، ومن خلفيات وتخصصات متنوعة، تشمل علماء النفس وأكاديميين وممارسين، وأعضاء هيئة التدريس والطلاب ومعالجين نفسيين ومرضى، كما تنشر الشبكة مجلة علم النفس الراديكالي عبر الإنترنت، وترعى مجموعة مناقشات نشطة من خلال البريد الإلكتروني.
هدف المجموعة هو تغيير الوضع الراهن لعلم النفس، ومواجهة التحديثات التي تتعلق بالتركيز التقليدي لعلم النفس على الإصلاحات الطفيفة. ويشدد أعضاء الجمعية على تعزيز الرفاه الإنساني من خلال العمل من أجل تغيير اجتماعي جذري، ويدعون أنَّ علم النفس بذاته كان في كثير من الأحيان يقمع الناس بدلاً من تحريرهم، وهم يعملون بدورهم لمعالجة هذا التوازن.
وتماشياً مع هذا الهدف، قام مؤسسا الشبكة دينيس فوكس وإسحاق بريليتينسكي بالمشاركة لتحرير كتاب "علم النفس النقدي: مقدمة" الذي صدر في عام 1997. كما أن كثير من أعضاء الشبكة نشطون في علم النفس النقدي الأكاديمي، وكذلك في معارضة إساءة استخدام علم النفس.

## مقالات ذات صلة
- علم النفس النقدي
- الشرعية السياسية النفسية، صاغه إسحاق بريلتنسكي في عام 2003 بوصفها طريقة لتقييم أبحاث علم نفس الجماعة.

## روابط خارجية
- أفكار جديدة وقيم قديمة في العلاج النفسي
- الصفحة الرئيسية لشبكة علم النفس الراديكالي
- علم النفس النقدي: مقدمة (كتاب)